# Teutras
Teutras – król Myzyjskiej Teutratenii. Postać z mitologii greckiej.

## Polowanie na dzika
Teutras był synem Lysippe. Jego królestwo rozciągało się w dorzeczu Kaiku (obec. Bakırçay). Pewnego razu, polując, ścigał olbrzymiego dzika, który schronił się w świątyni Artemidy Ortozyjskiej. Kiedy król miał już wedrzeć się do świątyni, dzik poprosił: Oszczędź mnie panie! Jestem wychowankiem bogini. Teutras zlekceważył jednak jego prośbę i zabił zwierzę. Rozgniewał tym Artemidę, która wskrzesiła dzika, a Teutrasa ukarała trądem i szaleństwem. Matka króla przebłagała boginię przy pomocy wieszczka Poliejdesa, bogatymi darami. Teutratesa uleczono przy pomocy kamienia Antipatesa, którego sporo znajdowało się na górze, gdzie wszystko to się wydarzyło. Lysippe wystawiła na szczycie góry ołtarz dla Artemidy Ortozyjskiej i nakazała ulać ze złota dzika z głową człowieka, poszukujący azylu mogą się tam schronić wołając Oszczędź mnie. Na pamiątkę tych wydarzeń górę nazwano Teutras albo Teutrania.
Mit o złotym dziku odnosi się częściowo do leczniczych właściwości kamienia Antipatesa, znajdującego się na górze Teutras, a częściowo, jak można sądzić do myzyjskiego zwyczaju mszczenia śmierci Adonisa, którego pod postacią dzika zabił Apollo. Dzik jako przyczyna śmierci króla pojawia się z kolei w mitach dotyczących władców Tegei, z której pochodziła Auge.

## Mąż Auge

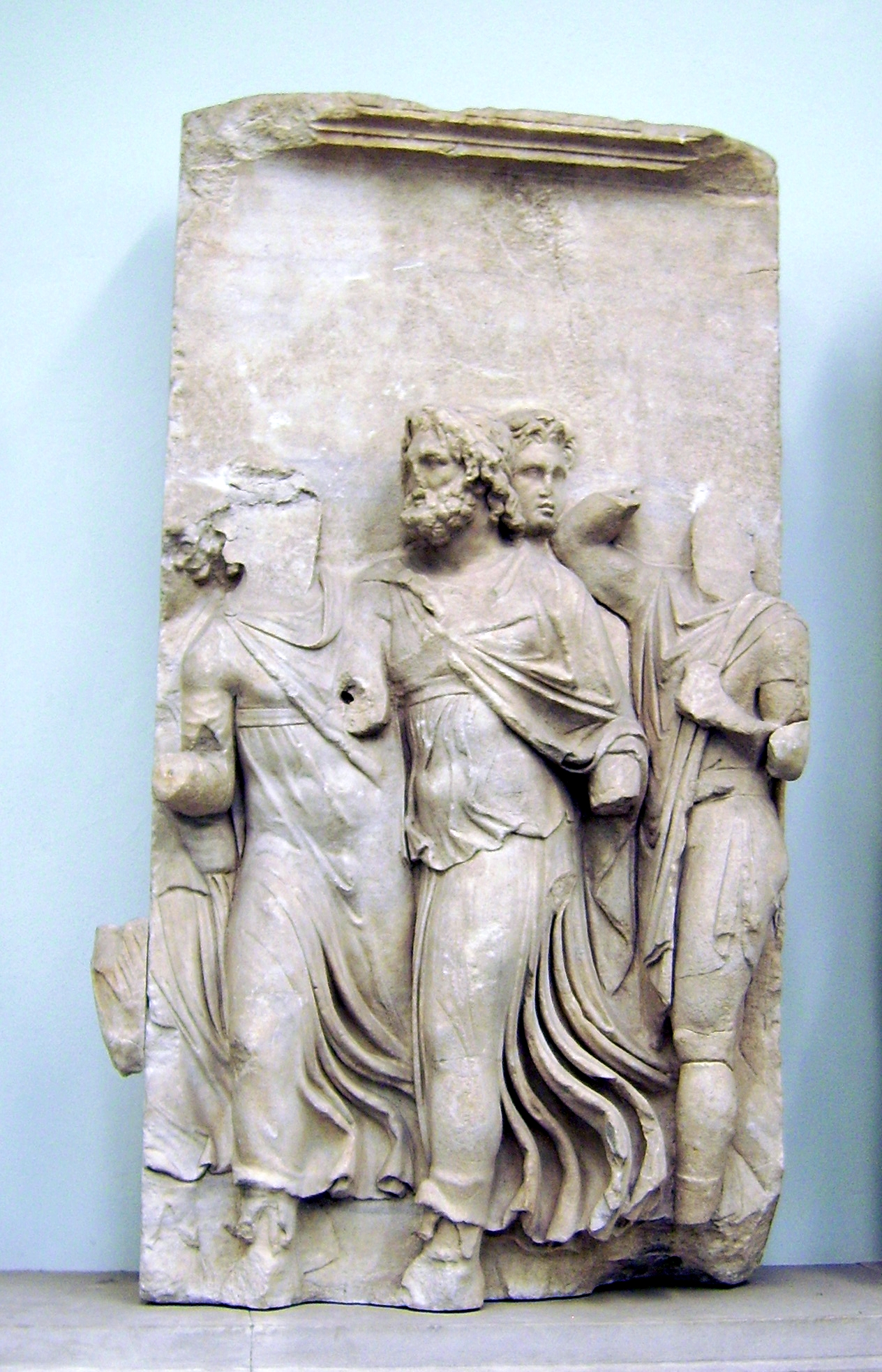
Teutras i Auge

Teutras pojawia się w micie o Auge i Telefosie, jako ten, który przygarnął wygnańców z rodzinnej Arkadii. W jednej wersji mitu odnalazł matkę i dziecko wyrzucone na brzeg morza w zamkniętej skrzyni, w innej odkupił ich od kupca karyjskiego. W obydwu przypadkach poślubił Auge i usynowił Telefosa. Istnieje również wersja, wedle której Auge porodziła Telefosa jeszcze w Arkadii na górze Partenion i tam go porzuciła, tak że kupiec z Karii sprzedał Teutrasowi tylko Auge, a ten ją poślubił. Gdy po latach Telefos odnalazł matkę, Teutras oddał mu za żonę swą córkę Agriope.
Najbardziej rozbudowana wersja mitu mówi, że Teutras adoptował Auge. Telefos, będąc w Tegei, nieświadom tego, kim są, zabił przypadkowo swych wujów Hippotoosa i Nereusa. Wygnany z Tegei, udał się do Delf. Wyrocznia poleciła mu, by udał się do Myzji do króla Teutrasa, a po drodze zachował całkowite milczenie, do czasu, aż król Myzji go oczyści. Zdarzyło się, że osławiony argonauta Idas, syn Afareusa, obległ króla Teutrasa, aby zagarnąć tron myzyjski. Zrozpaczony Teutras obiecał Telefosowi w zamian za ocalenie władzę nad Myzją wraz z ręką przybranej córki, Auge. Telefos przy pomocy Partenopajosa pobił Idasa w jednej bitwie. Kiedy w końcu obiecana Telefosowi za żonę Auge rozpoznała syna oboje wrócili do Arkadii.
Następcą Teutrasa na tronie myzyjskim, po jego śmierci, został Telefos. Ponieważ podczas najazdu greckiego na Myzję poległ z ręki Ajasa brat Telefosa imieniem Teutranios, należy sądzić, że Teutras miał z Auge syna o tym imieniu.